# Saint-Joseph (wijn)
Saint-Joseph is een Franse wijn uit de Noordelijke Rhône. 

## Kwaliteitsaanduiding
Saint-Joseph heeft sinds 1956 een AOP-status. Er heeft een wijziging plaatsgevonden in 1994. 

## Variëteiten
Sain Joseph is voornamelijk  een rode wijn. Er wordt ook zo'n 10% witte wijn gemaakt binnen deze AOP. 

## Toegestane druivensoorten
- Rood: Syrah, waaraan tot 10% de witte druiven Roussanne en Marsanne mogen worden toegevoegd.
- Wit: Roussanne en Marsanne

## Gebied
Het gebied ligt aan de rechteroever van de Rhône van Chavanay in het noorden tot Guilherand in het zuiden en is zo'n 50 km lang. Het gebied omvat 23 gemeenten in de Ardèche en 3 in de Loire.

## Terroir
- Bodem: Voornamelijk graniet, maar in het zuidelijke deel ook mergel. De wijngaarden bestaat uit steile terrassen.
- Klimaat: In het noordelijke deel is er sprake van een semi-continentaal klimaat, terwijl er in het meer zuidelijke deel er sprake is van mediterrane invloeden.

## Kenmerken
- Rood: Robuuste wijnen met noten van peper, specerijen en een hint van viooltjes.
- Wit: Evenwichtige, gastronomische witte wijnen. De kleur is geel met hints van groen en met een structuur die verandert tijdens de ontwikkeling. Ze hebben een boeket van veldbloemen, acacia en honing

## Vinificatie
- De rode wordt gevinificeerd in houten kuipen.
- De witte wordt gevinificeerd in stalen vaten.

## Opbrengst en productie
- Areaal is ca. 1082 ha.
- Opbrengst is gemiddeld 32 hl/ha.
- Productie bedraagt 38.981 hl (2011) waarvan ca. 11% geëxporteerd wordt.

## Producenten
160 wijnmakers

## Bron
- Rhône wines